# Zeuxine
Zeuxine (укр. Зевксина Lindl.) — рід рослин з родини орхідних або зозулинцевих (Orchidaceae).

## Загальна біоморфологічна характеристика

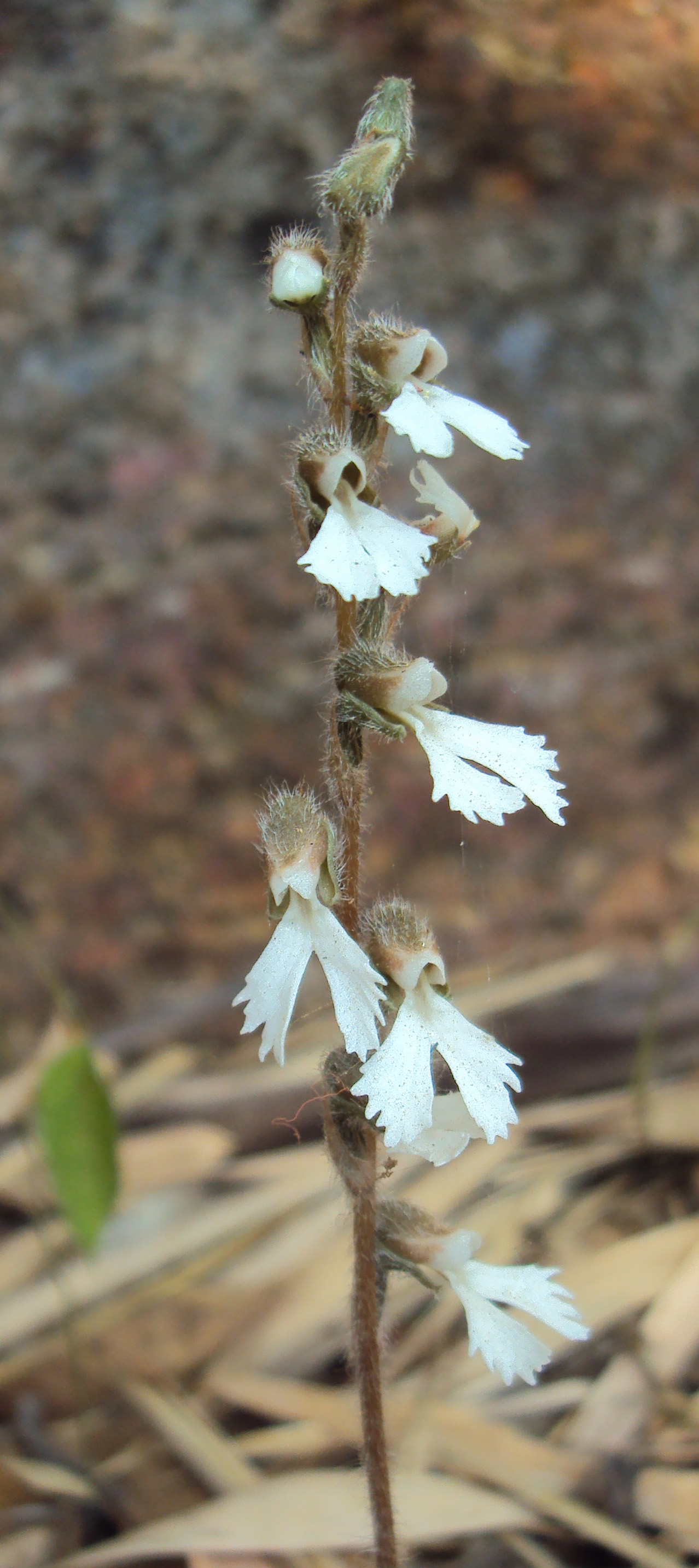
Zeuxine longilabris

Наземні трави або рідко літофіти. Кореневища зазвичай подовжені, повзучі, м'ясисті. Коріння, що виходять з вузлів кореневищ, циліндричні, товсті. Стебло пряме або висхідне, кругле в перетині, облистяне або голе. Стеблові листя від зеленого до червонуватого забарвлення, іноді з білою смугою, лінійно-ланцетні, косо яйцеподібні-ланцетні або еліптичні, іноді злегка м'ясисті. Суцвіття голі або опушені, приквітки, як правило, рівні за довжиною квітконіжці і зав'язі. Квітки невеликі, широко не розкриваються, голі або опушені. Чашолистки з голою або опушеною зовнішньою поверхнею; увігнуті. Пелюстки майже такої самої довжини, як і задній чашолисток, губи мішковидні, як правило, прирослі до краю стовпця в основі, 2- або 3-дольні або рідше цільні.

## Поширення
Близько 80 видів, що ростуть в Субсахарській Африці, тропічній та субтропічній Азії, в Новій Гвінеї, північно-східній Австралії (принаймні 2 види) і на островах на південному заході Тихоокеанського регіону. Більшість видів знайжені в Азії.
Zeuxine strateumatica натуралізований в південній частині Сполучених Штатів з моменту своєї появи в 1930 році.

## Екологія
Ростуть в лісах і на луках.

## Охорона у природі
Два види занесені до Червоного Списку Міжнародного Союзу Охорони Природи: Zeuxine amboinensis — зі статусом «Найменший ризик» і Zeuxine strateumatica — зі статусом «Найменший ризик».

## Види
| - Zeuxine affinis (Lindl.) Benth. ex Hook.f., 1890 - Zeuxine africana Rchb.f., 1867 - Zeuxine agyokuana Fukuy., 1934 - Zeuxine amboinensis (J.J.Sm.) J.J.Sm., 1904 - Zeuxine andamanica King & Pantl., 1897 - Zeuxine assamica I.Barua & K.Barua, 1997 - Zeuxine ballii P.J.Cribb, 1977 - Zeuxine bidupensis Aver., 2006 - Zeuxine bifalcifera J.J.Sm., 1928 - Zeuxine blatteri C.E.C.Fisch, 1928 - Zeuxine bougainvilleana Ormerod, 2002 - Zeuxine clandestina Blume, 1858 - Zeuxine Cordata (Lindl.) Ormerod, 2002 - Zeuxine curvata Schltr., 1922 - Zeuxine debrajiana Sud.Chowdhury, 1996 - Zeuxine dhanikariana Maina, Lalitha & Sreek, 2001 - Zeuxine diversifolia Ormerod, 2002 - Zeuxine elatior Schltr., 1911 - Zeuxine elmeri (Ames) Ames, 1938 - Zeuxine elongata Rolfe, 1891 - Zeuxine erimae Schltr. in K.M.Schumann & C.A.G.Lauterbach, 1905 - Zeuxine exilis Ridl., 1906 - Zeuxine flava (Wall. ex Lindl.) Trimen, 1885 - Zeuxine fritzii Schltr., 1915 - Zeuxine gengmanensis (K.Y.Lang) Ormerod, 2002 - Zeuxine gilgiana Kraenzl. & Schltr., 1906 - Zeuxine glandulosa King & Pantl., 1898 - Zeuxine godefroyi Rchb.f., 1878 - Zeuxine goodyeroides Lindl., 1840 - Zeuxine gracilis (Breda) Blume, 1858 - Zeuxine grandis Seidenf., 1978 - Zeuxine hahensis J.J.Sm., 1927 - Zeuxine integrilabella C.S.Leou, 1994 - Zeuxine kantokeiensis Tatew. & Wry, 1932 - Zeuxine kutaiensis J.J.Sm., 1931 - Zeuxine lancifolia (Ames) Ormerod, 1998 - Zeuxine leucoptera Schltr., 1911 - Zeuxine leytensis (Ames) Ames, 1938 - Zeuxine lindleyana T.Cooke, 1988 - Zeuxine longilabris (Lindl.) Trimen, 1885 - Zeuxine lunulata P.J.Cribb & J.Bowden, 1979 | - Zeuxine macrorhyncha Schltr., 1921 - Zeuxine madagascariensis Schltr., 1913 - Zeuxine marivelensis (Ames) Ames, 1938 - Zeuxine membranacea Lindl., 1840 - Zeuxine mindanaensis (Ames) Ormerod, 2004 - Zeuxine montana Schltr. in K.M.Schumann & C.A.G.Lauterbach, 1905 - Zeuxine nervosa (Wall. ex Lindl.) Benth. ex Trimen, 1885 - Zeuxine niijimai Tatew. & Wry, 1932 - Zeuxine oblonga R.S.Rogers & C.T.White, 1920 - Zeuxine odorata, Fukuy. 1936 - Zeuxine ovata (Gaudich.) Garay & W.Kittr., 1985 - Zeuxine palawensis Tuyama, 1939 - Zeuxine palustris Ridl., 1910 - Zeuxine pantlingii Av.Bhattacharjee & H.J.Chowdhery, 2006 - Zeuxine papillosa Carr, 1935 - Zeuxine parvifolia (Ridl.) Seidenf., 1978 - Zeuxine petakensis J.J.Sm., 1931 - Zeuxine philippinensis (Ames) Ames, 1938 - Zeuxine plantaginea (Rchb.f.) Benth. & Hook.f. ex Drake, 1892 - Zeuxine polygonoides (F.Muell.) P.J.Cribb - Zeuxine Pulchra King & Pantl., 1896 - Zeuxine purpurascens Blume, 1858 - Zeuxine reflexa King & Pantl., 1898 - Zeuxine regia (Lindl.) Trimen, 1885 - Zeuxine reginasilvae Ormerod, 2005 - Zeuxine rolfiana King & Pantl., J.Asiat, 1897 - Zeuxine rupestris Ridl., 1870 - Zeuxine sakagutii Tuyama, 1936 - Zeuxine samoensis Schltr., B1906 - Zeuxine seidenfadenii Deva & H.B.Naithani, 1986 - Zeuxine stammleri Schltr., 1906 - Zeuxine stenophylla (Rchb.f.) Benth. & Hook.f. ex Drake, 1892 - Zeuxine strateumatica (L.) Schltr., 1911 - Zeuxine tenuifolia Tuyama, 1936 - Zeuxine tjiampeana J.J.Sm., 1910 - Zeuxine triangula J.J.Sm., 1928 - Zeuxine violascens Ridl., 1907 - Zeuxine viridiflora (J.J.Sm.) Schltr., 1906 - Zeuxine weberi (Ames) Ames, 1938 - Zeuxine wenzelii (Ames) Ormerod, 2004 |